# Iznájar
Iznájar é um município da Espanha na província de Córdova, comunidade autónoma da Andaluzia. Tem 136,36 km² de área e em 2021 tinha 4 106 habitantes (densidade: 30,1 hab./km²).

## Demografia
| Variação demográfica do município entre 1991 e 2004 | Variação demográfica do município entre 1991 e 2004 | Variação demográfica do município entre 1991 e 2004 | Variação demográfica do município entre 1991 e 2004 |
| --------------------------------------------------- | --------------------------------------------------- | --------------------------------------------------- | --------------------------------------------------- |
| 1991                                                | 1996                                                | 2001                                                | 2004                                                |
| 5752                                                | 5271                                                | 4859                                                | 4907                                                |